# Kilmaine
Kilmaine es una localidad situada en el condado de Mayo, de la provincia de Connacht (República de Irlanda), con una población en 2016 de 147 habitantes.
Se encuentra ubicada al oeste del país, cerca de la localidad de Knock —famosa por su santuario— y de la costa del océano Atlántico.